# دانشگاه سونگ‌شیل

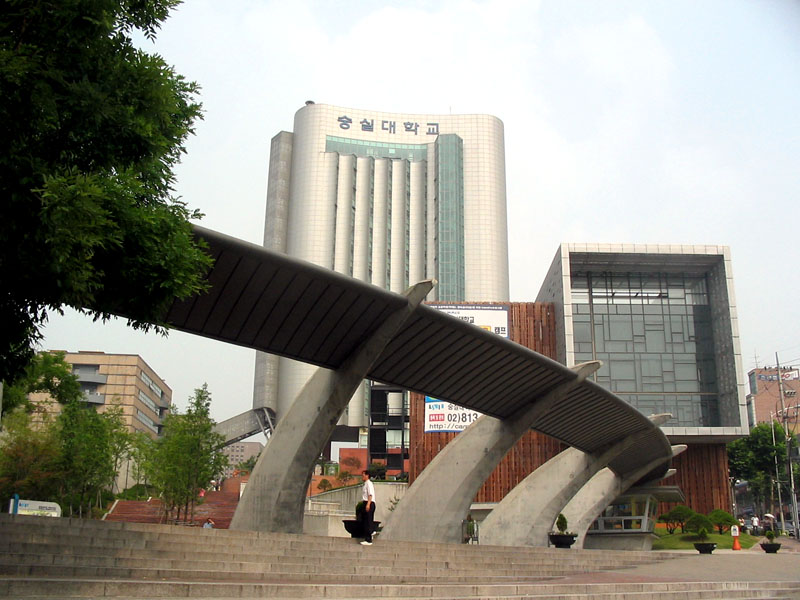
Main entrance of Soongsil University

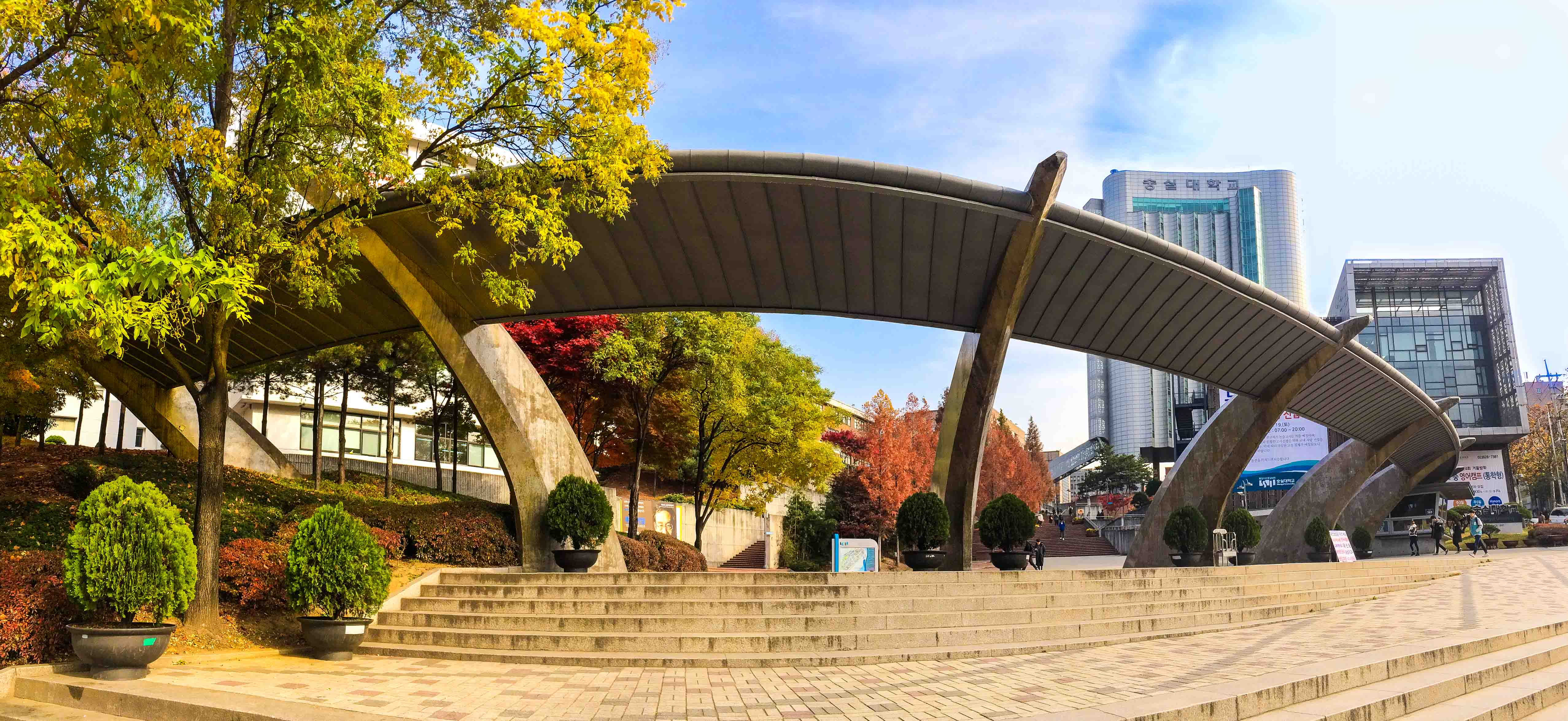
دانشگاه سونگ‌شیل

دانشگاه سونگ‌شیل (انگلیسی: Soongsil University؛ اس‌اس‌یو (SSU)) نخستین دانشگاه مدرن در کره جنوبی است که پیشینهٔ آن به سال ۱۸۹۷ برمی‌گردد. این دانشگاه توسط مبلغ مسیحی ویلیام ام. برد تأسیس شد. پردیس این دانشگاه در دونگ‌جانگ گو، سئول، کره جنوبی واقع شده است.

## فارغ‌التحصیلان برجسته
- پارک وون سانگ، بازیگر
- پارک جو هو، بازیکن فوتبال